# Eurocopter EC145

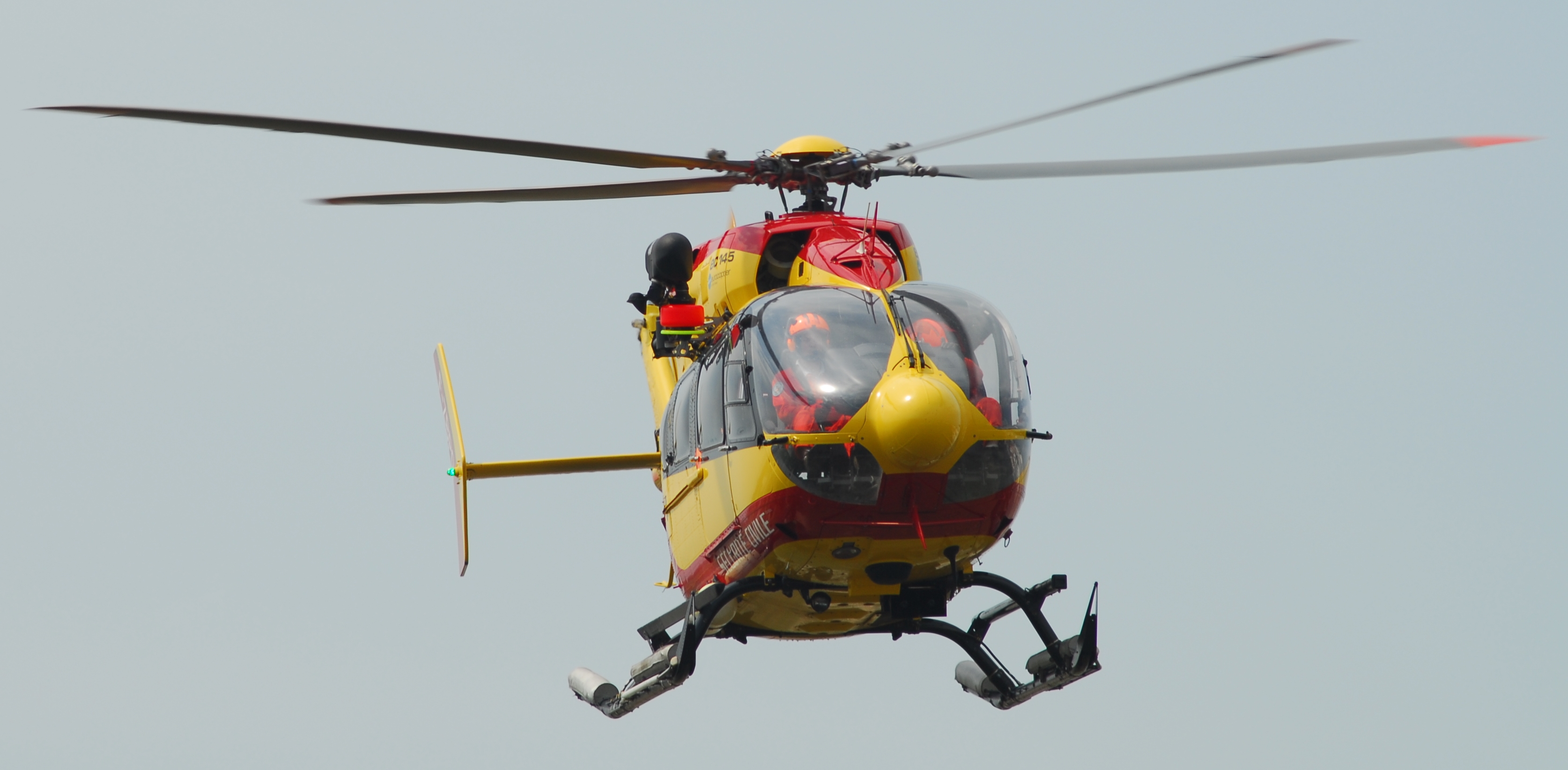
Eurocopter EC 145 (Французька Sécurité Civile)

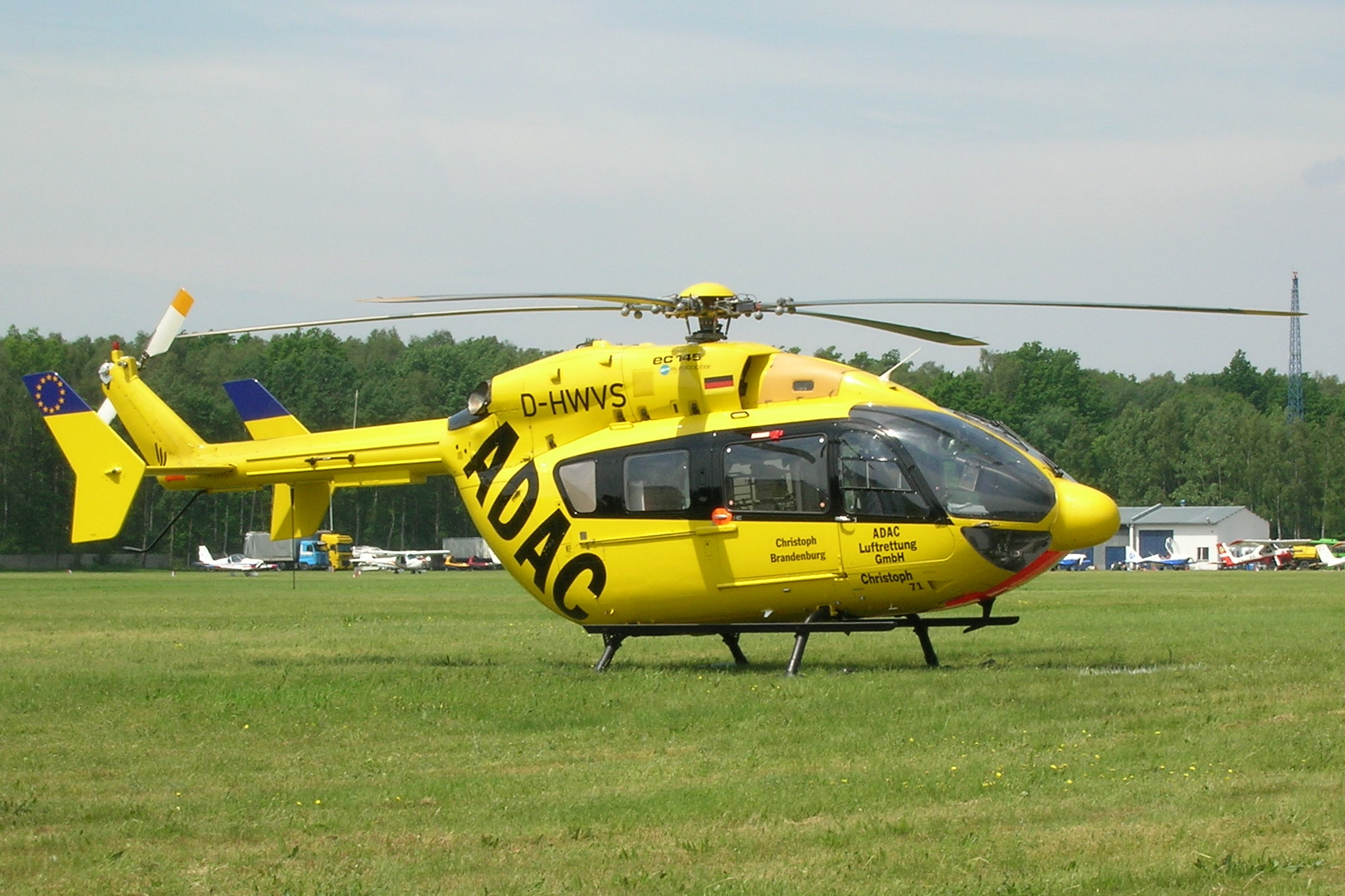
Eurocopter EC 145 (Німецький рятувальний вертоліт ADAC)

Eurocopter EC 145 (Airbus H145) — багатоцільовий вертоліт, створений франко-німецьким концерном «Eurocopter». Оновлена версія має назву MBB BK 117 C-2. Перший політ MBB BK 117 відбувся в 1982 році. Оновлена версія EС 145 побудована з використанням композитних матеріалів.
У 2006 році військовий варіант EC 145, був замовлений для армії Сполучених Штатів. Угода передбачає поставку 345 вертольотів. Загальна вартість (у тому числі обслуговування та ремонт) становить близько $3 млрд.
3 травня 2011 року казахстанська компанія «Казахстан Інжиніринг», підписала угоду, яка формалізувала створення спільного підприємства Eurocopter Kazakhstan Engineering, яке займатиметься складанням і кастомізацією в Астані вертольотів EC145.
1 грудня 2011 року відбулася презентація перших двох вертольотів ЕС-145, зібраних на СП «Єврокоптер Казахстан» і виконані тестові польоти. Станом на грудень 2011 року недалеко від Астани будується завод з виробництва вертольотів ЕС-145 і Центр навчання льотного та технічного складу для регіональних потреб Казахстану та Центральної Азії. Завершення будівництва намічене на травень 2012 року. Планована продуктивність заводу становить до 10 вертольотів на рік.
У 2018 р. Україна підписала контракт з урядом Франції на придбання 55 машин, серед яких є 145 модель.

## Льотно-технічні характеристики
Джерело: Jane's 
Основні характеристики
- Екіпаж: 1—2 пілоти
- Пасажиромісткість: до 9 пасажирів
- Довжина: 13,03 м
- Висота: 3,96 м
- Діаметр несучого гвинта: 11,0 м

- Площа обертання несучого гвинта: 95,03 м²
- Маса порожнього: 1792 кг
- Максимальна злітна маса: 3585 кг
- Корисне навантаження: 1500 кг
- Маса палива у внутрішніх баках: 694 кг
- Силова установка: 2 × турбовальний Turbomeca Arriel 1E2  738 кс ( 550 кВт)

Вантажний відсік
- об'єм : 6,8 м³
- довжина: 3,42 м
- ширина: 1,4 м
- висота: 1,22 м
- площа підлоги : 4,72 м²

Льотні характеристики
- Максимальна швидкість: 278 км/год
- Крейсерська швидкість: 256 км/год
- Практична дальність: 705 км (при 239 км/год)
- Швидкопідйомність: 16,3 м/с

## Оператори
- Угорщина: 20, станом на кінець 2021 року.
- Туркменістан
- Україна:
  - 2, станом на 2009 рік, Державна служба з надзвичайних ситуацій[6]
  - плюс 10, станом на початок грудня 2021 року. Головний оператор: МВС, Національна поліція України

### Еквадор
Повітряні сили Еквадору раніше використовували вертольоти HAL Dhruv індійського виробництва, але всі вони були зняті з експлуатації у 2015 році. В середині 2019 року Еквадор розпочав пошук нового вертольота.
Контракт на шість гелікоптерів H145M був укладений 27 листопада 2019 року. Таким чином Еквадор став першим військовим замовником даної машини в Південній Америці.
Перші два вертольоти з-поміж замовлених були передані 27 жовтня 2020 року, а останні три — 20 квітня 2021 року.
Закуплені вертольоти увійдуть до складу 22-го бойового авіакрила, розміщеного в Гуаякілі.

### Німеччина
19 березня 2021 року був переданий останній замовлених семи бортів для потреб пошуково-рятувальної служби Бундесверу.
Вертольоти знаходяться на базах у Нідерштеттені та Нервеніху, після передачі нових бортів вони служитимуть на базі у Холцдорфі.

### США
10 травня 2021 року у Гранд Преїрі, штат Техас у навчальному центрі Helisim Simulation Center, що знаходиться в місцевому комплексі Airbus Helicopters розпочала роботу система симуляції польоту для підготовки пілотів вертольотів H145. Даний навчальний центр спроєктовано під розміщення двох подібних систем симуляції польотів з можливістю добудови ангара під третю систему.
Встановлена в навчальному центрі система симуляції польоту стала першою системою подібного рівня у Північній Америці та другою (після розміщеної в Німеччині) у світі.

### Угорщина
Вертольоти H145M є частиною великої програми модернізації авіації Збройних сил Угорщини, в рамках якої у компанії Airbus Helicopters було також замовлено 16 багатоцільових гелікоптерів H225M Caracal. Обидва типи гелікоптерів оснащені системою HForce.
Станом на грудень 2020 року до Угорщини вже доставлено 16 з 20 легких багатоцільових вертольотів H145M.
В угорських машинах використана модульна система HForce Tier 2 (рівень 2), що дозволяє застосовувати підвісну некеровану зброю, зокрема, контейнери з некерованими ракетами та автоматичну зброю від 7,62-мм кулеметів до 20-мм гармат.
Проте, завдяки модульній структурі, систему HForce згодом можна буде модернізувати й до вищого стандарту. Нині триває робота над HForce Tier 3, адаптованої під управління ракетами ПТРК Spike. Озброєння наступних рівнів також включатиме ракети керовані відбитим лазерним променем, ракети «повітря-повітря» та безпілотні літальні апарати.
В грудні 2021 року Збройні сили Угорщині отримали двадцятий військовий багатоцільовий вертоліт H-145M.

### Україна

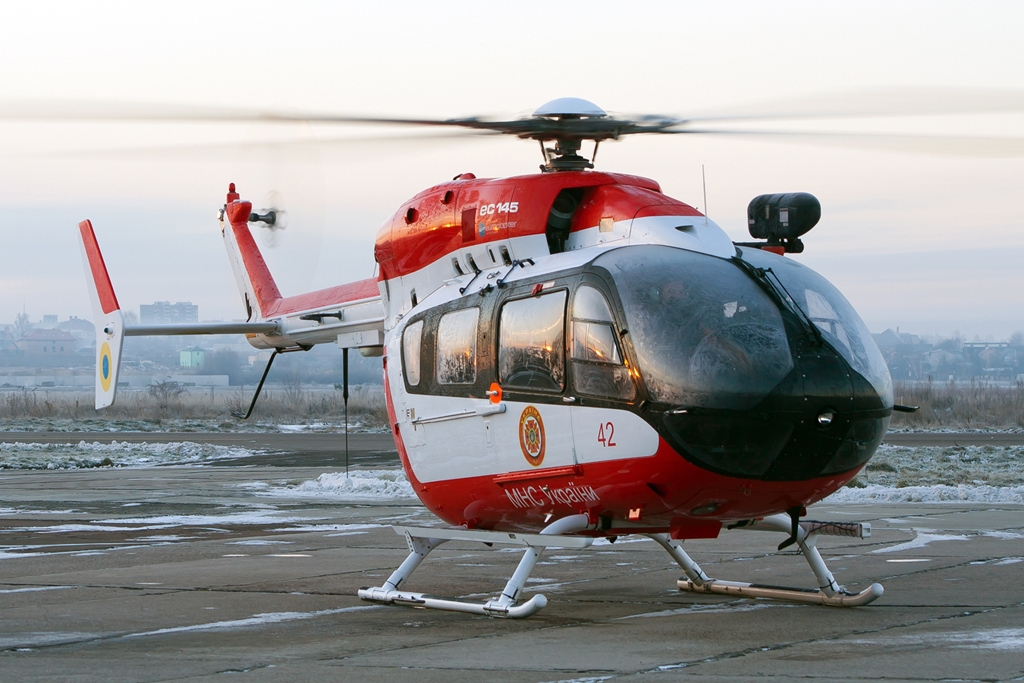
Eurocopter EC 145 Державної служби з надзвичайних ситуацій України

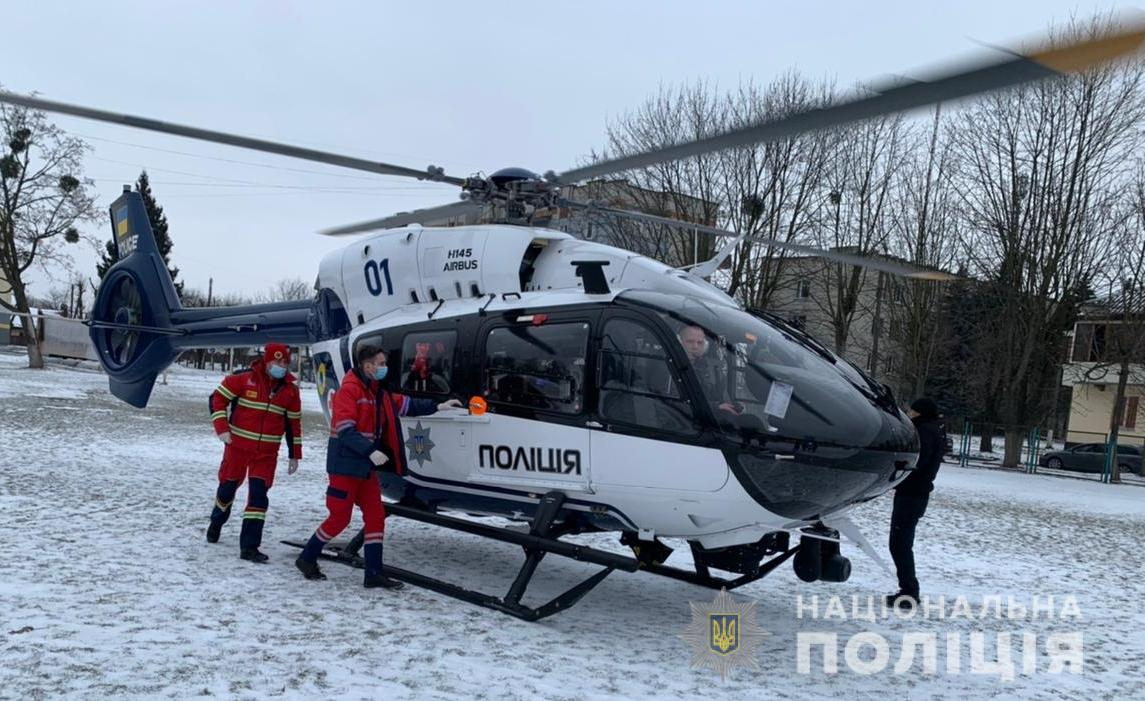
Eurocopter EC 145 Національної поліції України

В жовтні 2008 року було укладено контракт на придбання для потреб Державної служби надзвичайних ситуацій України. Вертольоти мали бути передані у 2009 році.
В рамках угоди 2018 року загальною вартістю на 551 млн євро Україна має отримати 10 вертольотів цього типу, а також 21 вертоліт H225, та 24 типу H125.
До України буде поставлена версія Н145 D3 (нова модифікація із 5 лопатями та збільшеним корисним навантаженням). Однак перші два Н145 будуть у версії D2 із можливістю подальшої модернізації в D3. Тобто відбудеться постачання 8 бортів у варіанті D3 та 2 у варіанті D2.
22 жовтня 2020 року до України прибули два гелікоптери Airbus Helicopters H145 для МВС. Гелікоптери здійснили переліт з німецького міста Донавюрт до Києва.
Прибули борт 01 «синій» із тимчасовою заводською реєстрацією D-HMBF, заводський номер 20331 та борт 02 «синій» із тимчасовою заводською реєстрацією D-HCBT, заводський номер 20346.
У Міністерстві внутрішніх справ вони використовуватимуться в Управлінні авіації та поліції на воді.
17 червня 2021 року до України з Німеччини прибув третій вертоліт H145, перший в модифікації D3 для Національної поліції.
21 липня 2021 року до Львова прибув п'ятий гелікоптер H145 виробництва компанії Airbus Helicopters, який служитиме в авіаційному загоні Національної поліції України. Це H145 із бортовим номером 05 «синій» із тимчасовою заводською реєстрацією D-HADB. Гелікоптер поставлено у версії Н145 D3.
5 жовтня 2021 року прибув шостий гелікоптер H145. Це H145 із бортовим номером 06 «синій» із тимчасовою заводською реєстрацією D-HBKC. Гелікоптер поставлено у версії Н145 D3.
3 листопада 2021 року до України прибули сьомий та восьмий гелікоптери H145 для Національної поліції. Гелікоптери поставлено у версії Н145 D3.
8 грудня 2021 року, до України прибули останні замовлені гелікоптери H145. Гелікоптери H145 з бортовими номерами 07 та 10 «синій» та з тимчасовою реєстрацією D-HBKI й D-HBKI це дев'ятий і десятий гелікоптер з десяти закуплених цього типу за угодою 2018 року. Гелікоптери поставлені у новій модифікації Н145 D3 (з п'ятьма лопатями несного гвинта та збільшеним корисним навантаженням). Були передані Національній поліції 22 грудня того ж року.